# 贾拉森
贾拉森（1947年11月16日—2013年4月28日）法号阿旺洛桑丹比坚参，乳名拉嘎旺，男，蒙古族，甘肃省天祝县（今天祝藏族自治县）柏林乡人，第六世迭斯尔德活佛、内蒙古大学教授，蒙古语文学家。
他取其法名中的“坚参”二字作为名字，并且按照蒙古式读法，译写作“贾拉森”。

## 生平
1947年11月16日，生于天祝县柏林乡一个蒙古族家庭，乳名“拉嘎旺”。
1944年3月2日，内蒙古阿拉善地区南寺（广宗寺）寺主、第五世迭斯尔德活佛圆寂，1945年秋，青海省塔尔寺的赛朵活佛与内蒙古的乌兰活佛来到阿拉善南寺，南寺请赛朵活佛在南寺方面寻访到的候选灵童名单中确认第五世迭斯尔德活佛的转世灵童。赛朵活佛履行了诵经、入定观察等仪轨后，告知南寺方面称，第五世迭斯尔德活佛的转世灵童未在该名单内，应当再向西继续寻找。赛朵活佛的这一结论正好同第五世迭斯尔德活佛圆寂前常说的“我想去一趟嘉格戎寺”相印证。嘉格戎寺即甘肃省天祝县的石门寺，乃南寺的属寺，是六世达赖仓央嘉措一生所仅建的三座寺院之一，而且是其中唯一不在西藏的寺院，1727年始建，1731年竣工。第五世迭斯尔德活佛曾经去过嘉格戎寺数次。南寺方面乃派员依照赛朵活佛的指导在天祝县的华瑞藏区开展转世灵童寻访工作。
南寺寻访第五世迭斯尔德活佛转世灵童小组从阿拉善最西端同甘肃省交界处寻找，逐渐将寻访目标聚集在天祝县的拉嘎旺及其哥哥身上。最终，确认拉嘎旺为第五世迭斯尔德活佛的转世灵童。随后，拉嘎旺被十世班禅额尔德尼正式认定为第六世迭斯尔德活佛。3岁的拉嘎旺被迎至阿拉善，5岁在南寺（广宗寺）坐床，正式继任迭斯尔德活佛。
此后，他先后随经师香巴丹增、拉然巴格西嘎拉桑热布萨勒学习藏文及《菩提道次第广论》等佛学典籍。1955年，他拜塔尔寺卸任法台米纳活佛为根本上师，受密宗灌顶，并在米纳活佛座下受沙弥戒，赐法号“阿旺洛桑丹比坚参”（意为“语自在善慧教法胜利幢”）。米纳活佛为其传授了殊胜密法大威德金刚灌顶。后来，十世班禅额尔德尼又在塔尔寺为其传授了无量寿佛的长寿灌顶。
1958年12岁时，经内蒙古自治区人民政府领导人的关心，入阿拉善左旗蒙古小学学习。1966年，在阿拉善左旗第二中学初中毕业。同年，文化大革命开始，此后阿拉善南寺遭到破坏，1971年南寺被毁坏成为废墟。他本人成为下乡知识青年来到阿拉善左旗图克木苏木劳动。
1973年10月，作为工农兵学员被推荐入内蒙古大学蒙古语言文学系学习。1976年8月毕业，被分配至内蒙古自治区阿拉善左旗乌兰牧骑任编导。1978年10月，考上内蒙古大学蒙古语文研究所研究生。1981年12月毕业后，留在该研究所任教。其间，1983年10月到1985年，赴日本东京外国语大学进修；1988年，又赴西北民族学院进修。1990年，在内蒙古大学蒙古语文研究所晋升副教授。1993年，增列为硕士研究生导师。1997年5月，评为教授。1999年，增列为博士研究生导师，并于同年作为高级访问学者赴蒙古国访学。他主要从事“蒙藏语言学文献关系、东部裕固语和蒙古文字史的研究”，曾经参与编写《中世纪蒙古语辞典》。
1981年，阿拉善南寺开始重建。当时，贾拉森正在读研究生，尚未毕业，他一边学习并最终完成了学业，一边主持该寺的重建工作。1990年农历七月初一，南寺的大经堂、赞康殿竣工，并举行开光仪式。2001年，南寺恢复兴建了黄楼庙，这是六世达赖仓央嘉措的灵塔殿，由贾拉森亲自重新选址建成，内供六世达赖仓央嘉措的镏金灵塔，塔内保存有其真身舍利。
2004年，贾拉森当选为中国佛教协会内蒙古分会会长，2010年当选为中国佛教协会副会长。历任第七届内蒙古自治区政协委员，第八届内蒙古自治区政协常委。2008年，当选第十一届全国政协委员，代表少数民族界，分入第四十九组。2013年，当选第十二届全国政协委员。圆寂时，贾拉森任第十二届全国政协委员、中国佛教协会副会长、中国佛教协会内蒙古分会会长、内蒙古大学教授。
2013年4月28日，贾拉森在呼和浩特圆寂，享年66岁。

## 著作
- 贾拉森、保朝鲁 编，东部裕固语话语材料，内蒙古人民出版社，1988年
- 贾拉森、保朝鲁，东部裕固语和蒙古语，内蒙古人民出版社，1992年
- 贾拉森、那仁巴图等，蒙古佛教文化（蒙文），内蒙古文化出版社，1997年
- 贾拉森、哈斯额尔敦、丹森等，阿尔寨石窟回鹘蒙古文榜题研究（蒙文），辽宁民族出版社，1997年
- 贾拉森，缘起南寺，内蒙古大学出版社，2003年